# Karboxyzom

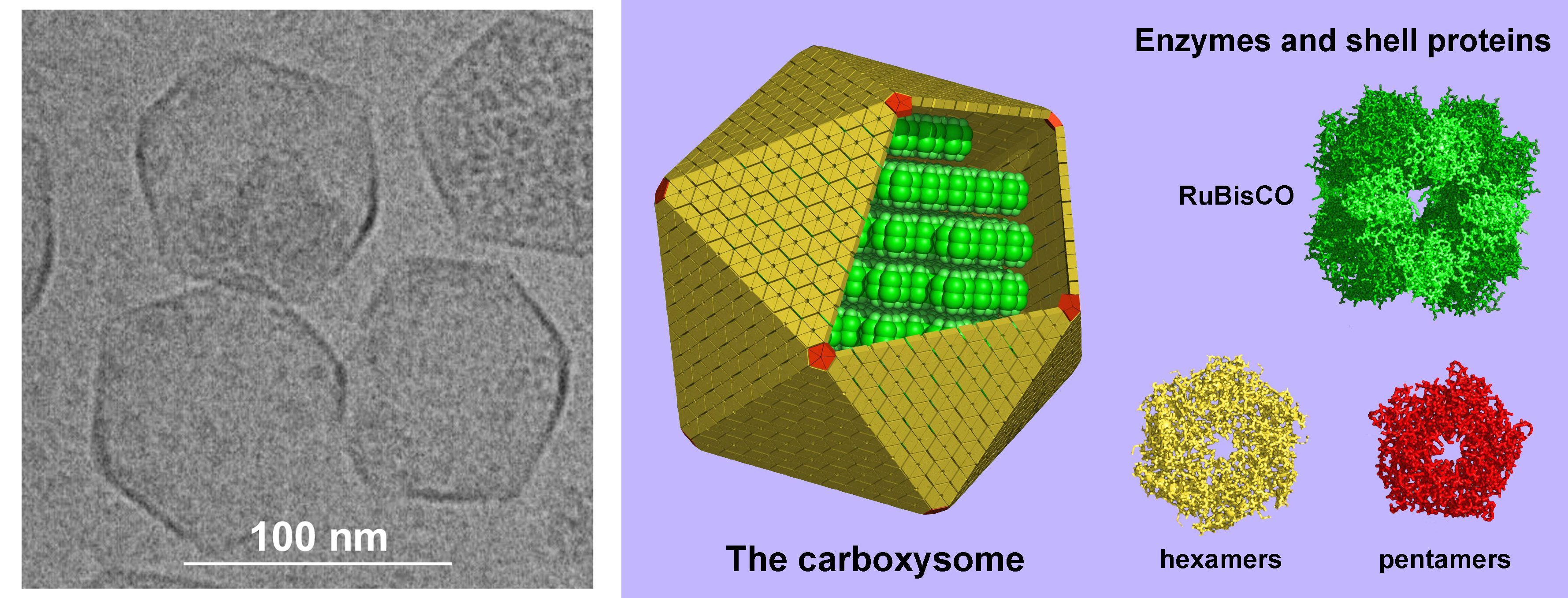
Struktura karboxyzomů, organel obklopených proteinem

Karboxyzom je bakteriální vnitrobuněčná struktura (jeden z mikrokompartmentů), jejímž úkolem je fixace uhlíku. Má tvar mnohostěnu a dosahuje velikosti 80 - 140 nm. Pravděpodobně v sobě koncentrují oxid uhličitý a právě enzym RuBisCo, který v Calvinově cyklu umožňuje fixaci uhlíku.
Karboxyzomy se vyskytují u všech sinic a také u některých chemotrofních bakterií schopných fixace uhlíku, jako jsou nitrifikační bakterie a thiobacily. U většiny řas jejich funkci nahrazuje pyrenoid.